# Грановский, Михаил Николаевич
Михаил Николаевич Грановский (1878—1920) — военный инженер-механик, участник русско-японской и Первой мировой войн, инженер-механик капитан 1 ранга, Георгиевский кавалер.

## Биография
Родился 27 сентября 1878 года.
В 1901 году окончил механическое отделение Морского инженерного училища Императора Николая I в Кронштадте и произведён в младшие инженер-механики.
Проходил службу судовым механиком на кораблях флота Российской Империи.
В 1904—1905 года участвовал в обороне Порт-Артура, был удостоен трёх боевых орденов и награждён Золотым оружием «За храбрость». В Порт-Артуре попал в плен к японцам. 15 января 1905 года штабс-капитан Грановский, дал подписку о неучастие в войне и был освобождён из плена.
В 1908—1915 годах служил старшим судовым механиком крейсера «Адмирал Макаров». Был принципиален в соблюдении требований нормативных документов по эксплуатации механизмов крейсеров данного типа. Известен случай, когда командир крейсеpa «Адмирал Макаров» отдал команду отойти от плавучего якоря (бочки) в течение 1,5 часа. Старший судовой механик М. Н. Грановский доложил капитану, что для выполнения команды потребуется не меньше 4,5 часа, форсированный отход приведёт к неминуемому повреждению судовой машины и оправдан только в чрезвычайной обстановке, которой нет. Инцидент по рапорту капитана о невыполнении приказа был разобран на комиссии эскадры, состоявшей из капитанов и судовых механиков. Действия Грановского были признаны совершенно правильными.
6 декабря 1913 года произведён в инженер-механики капитаны 2 ранга.
В 1916—1917 годах был флагманским инженер-механиком штаба начальника Дивизии сторожевых судов Балтийского моря.
15 января 1917 года назначен наблюдающим по механической части за постройкой кораблей в Балтийском море.
28 июля 1917 года произведён в капитаны 1 ранга за отличие.
После октябрьской революции эмигрировал в Финляндию. Умер 4 апреля 1920 года в Хельсинки.